# Gamboci
Gamboci (wł. Gambozzi) – wieś w Chorwacji, w żupanii istryjskiej, w mieście Buje. W 2011 roku liczyła 101 mieszkańców.